# ميري انجلترا
ميري إنجلترا (بالإنجليزية: Merrie England)‏ وهي مجموعة مقالات مؤثرة عن الاشتراكية بقلم روبرت بلاتشفورد تحت اسم مستعار«نونكوام»، نشرت في عام 1893. ولقد تم تسعير الإصدار الأول من مقالات نونكوام بسعر شلن واحد. وبيع منها أكثر من مليوني نسخة في جميع أنحاء العالم. وقيل أنه مقابل كل شخص اعتنق الاشتراكية الرأسمالية (داس كابيتال) على يد كارل ماركس كان هناك مئة متحول من قبل "Merrie England"- على الرغم من أن هذا قد يكون استخفافًا 
تلقى الكتاب انتقادات ومنها:
- نيمو، العمالة والرفاهية: وكان هذا رده على "Merrie England" لندن: والتر سكوت، 1895
- روبرت روبرتس، خراب إنجلترا، أو إجابة جون سميث على نداء السيد بلاتشفورد للاشتراكية 1895.[4]

## الروابط الخارجية
- Merrie England (Blatchford book) at the Internet Archive